# 中国人民政治协商会议昆明市委员会
中国人民政治协商会议昆明市委员会（简称政协昆明市委员会、昆明市政协），是中国人民政治协商会议在云南省昆明市的地方组织，其主要职能是政治协商、民主监督、参政议政。

## 历史沿革
1950年4月，昆明市各界人民代表会议协商委员会，代行昆明市人民代表大会的职权。1955年3月22日至24日，召开中国人民政治协商会议昆明市第一届委员会第一次会议，选举产生第一届委员会主席、副主席、秘书长、常务委员。1966年文化大革命开始后，政协机关被造反派占据，主要干部下放至五七干校劳动。1981年6月20日至30日，中国人民政治协商会议昆明市第六届委员会第一次会议在中共昆明市委礼堂举行，选举产生第六届委员会主席、副主席、秘书长、常务委员。

## 职责
1. 政治协商。对昆明市经济建设、政治建设、文化建设、社会建设和生态文明建设中的重要问题，在决策之前和决策实施中进行协商。
2. 民主监督。通过提出意见、建议的方式。对国家宪法、法律和法规的实施，重大方针政策、重大改革举措、重要决策部署的贯彻执行情况，涉及人民群众切身利益的实际问题解决落实情况，国家机关及其工作人员的工作等，进行协商式监督。
3. 参政议政。对政治、经济、文化、社会和生态环境等方面的重要问题以及人民群众普遍关心的问题，开展调查研究，反映社情民意，进行协商讨论。通过调研报告、提案、建议案或其他形式，向党政机关提出意见和建议。

## 机构设置
办事机构
- 办公室
- 研究室

专门委员会
- 委员联络委员会
- 提案委员会
- 经济和农业农村委员会
- 人口资源环境和城乡建设委员会
- 教科卫体委员会
- 社会和法制委员会
- 民族和宗教委员会
- 港澳台侨和外事委员会
- 文化文史和学习委员会

## 历届委员会
第一届
- 任期：1955年3月－1958年11月
- 主席：马继孔 → 赵增益（1956年4月任）
- 副主席：尹雨农、曾恕怀、邓和风、杨明、陈萌生
- 秘书长：陈赓雅 → 郭忠义（1957年3月任）

第二届
- 任期：1958年11月－1960年10月
- 主席：赵增益
- 副主席：刘湘屏、尹雨农、许兴汉、丁维铎、邓和风、曾恕怀
- 秘书长：郭忠义

第三届
- 任期：1960年10月－1963年12月
- 主席：赵增益
- 副主席：尹雨农、曾恕怀、邓和风、许兴汉、邓尊六
- 秘书长：郭忠义

第四届
- 任期：1963年12月－1966年1月
- 主席：赵增益
- 副主席：郭少川、尹雨农、曾恕怀、邓和风、许兴汉、邓尊六
- 秘书长：郭忠义

第五届
- 任期：1966年2月－1981年6月
- 主席：赵增益
- 副主席：郭少川、尹雨农、曾恕怀、许兴汉、邓尊六
- 秘书长：郭忠义

第六届
- 任期：1981年6月－1985年12月
- 主席：马汉文
- 副主席：宋文德、陈心恬、邓尊六、邹同书、李牧九、刘文泉、胡平旭、马荣凯、张碧华、李镜天、郭淑华、普震有（1983年12月增选）、马泽如（1983年12月增选）、洛汀（1983年12月增选）、张现洲（1983年12月增选）、杨绍鸿（1983年12月增选）
- 秘书长：宋文德 → 郭宗英（1983年12月任）

第七届
- 任期：1985年12月－1991年3月
- 主席：李代昌
- 副主席：普震有、邓尊六、宋文德、胡平旭、李镜天、李牧九、张现洲、孙剑如、张式哲、郭宗英（1987年3月任）、王元昌（1987年3月任）、谢廷津（1987年3月任）、石东山（1987年3月任）
- 秘书长：郭宗英 → 江学成

第八届
- 任期：1991年3月－1996年3月
- 主席：王任才 → 张朝辉（1995年3月任）
- 副主席：陈永年、杨孝文、刘承璋
- 秘书长：

第九届
- 任期：1996年4月－2001年
- 主席：张朝辉
- 副主席：
- 秘书长：

第十届
- 任期：2001年－2006年2月
- 主席：徐之信
- 副主席：胡启中
- 秘书长：张立

第十一届
- 任期：2006年2月－2011年1月
- 主席：田云翔[3]
- 副主席：张建伟、陆玉珍、傅汝林、金志伟、林怡平、汪叶菊、杨品才、常敏
- 秘书长：汪一舟

第十二届
- 任期：2011年1月－2017年3月
- 主席：田云翔
- 副主席：张建伟、陆玉珍、傅汝林、林怡平、汪叶菊、杨品才、常敏
- 秘书长：周忻

第十三届
- 任期：2017年3月－2022年1月
- 主席：熊瑞丽
- 副主席：刘绍安、夏静、朱燕、董林、胡炜彤、李冰晶
- 秘书长：许绍忠

第十四届
- 任期：2022年1月－
- 主席：杨皕[4]
- 副主席：和丽川、李河流、王键、戴彬、吴波
- 秘书长：许绍忠